# SPG-9
SPG-9（ロシア語: СПГ-9）は、ソビエト連邦の無反動砲である。

## 概要
SPG-9は、B-10無反動砲の後継として1960年代に開発された。UAZ-469などの小型四輪軍用車両に搭載するほか、歩兵2名で運搬することが可能であり、運搬状態から1分以内に発射可能となる。
SPG-9用の砲弾には、RPG-7やRPG-16用の弾頭と同様にロケットブースターと安定翼が装備されており、砲身内側はライフリングの無い滑腔砲となっている。弾頭を装薬により比較的低初速で発射した後にロケットブースターに点火して加速することによって、砲弾の高速化による高い命中率と低腔圧による軽量化を両立させた。そのため、重量はB-10の半分近くにまで軽量化されている。
なお、BMP-1歩兵戦闘車やBMD-1空挺戦闘車の主砲である2A28 低圧砲（口径73mm）も、弾頭はSPG-9と同一のロケット補助推進・翼安定式であるが、無反動砲と砲塔に搭載する車載砲の違いから薬莢の形状が異なるため、直接的な意味での弾薬の互換性は無い。
SPG-9は、旧東側諸国に大量供与されたほか、ブルガリアとルーマニア、イランでライセンス生産ないしはデッドコピーの生産が行われた。ソビエト連邦軍やロシア連邦軍ではアフガニスタン紛争や第一次チェチェン紛争で使用され、1999年に第一線部隊から退役したが、現在でも世界中で現役である。

## 弾薬
SPG-9の砲弾には、対戦車用の成形炸薬弾と対人用の榴弾が用意されている。
| 名前               | 種類 | 重量   | 全長    | 砲口初速 | 有効射程 | 最大射程 | 貫徹能力（RHA換算）                 | 備考             |
| ------------------ | ---- | ------ | ------- | -------- | -------- | -------- | ----------------------------------- | ---------------- |
| PG-9 （PG-9V）     | HEAT | 4.39kg | 920mm   | 435m/秒  | 800m     | 1,300m   | 280mm                               | -                |
| PG-9N              | HEAT | ?      | 920mm   | 435m/秒  | 800m     | 1,300m   | 400mm                               | -                |
| PG-9VS             | HEAT | ?      | 920mm   | ?        | 1,300m   | ?        | 400mm                               | -                |
| PG-9VNT （PG-9NT） | HEAT | 3.2kg  | 920mm   | 400m/秒  | 700m     | 1,200m   | 400mm（ERA排除後） 500mm（ERA無し） | タンデム式HEAT弾 |
| OG-9V （OG-9）     | HE   | 5.35kg | 1,062mm | 316m/秒  | -        | -        | n/a                                 | 鋳鉄製弾殻       |
| OG-9VM （OG-9M）   | HE   | 5.35kg | 1,062mm | 316m/秒  | -        | -        | n/a                                 | -                |
| OG-9VM1 （OG-9M1） | HE   | 5.35kg | 1,062mm | 316m/秒  | -        | 4.500m   | n/a                                 | -                |
| OG-9BG （OG-9G）   | HE   | 6.9kg  | ?       | 250m/秒  | -        | 4,000m   | n/a                                 | ブルガリア製     |
| OG-9BG1 （OG-9G1） | HE   | ?      | ?       | ?        | -        | 6,500m   | n/a                                 | ブルガリア製     |

## 運用国

### 現役
- キルギス - 2023年時点で、キルギス陸軍が保有している[1]。
- モルドバ - 2023年時点で、モルドバ陸軍が保有している[2]。
- ロシア - 2023年時点で、ロシア陸軍、ロシア空挺軍が保有している[3]。

## ギャラリー

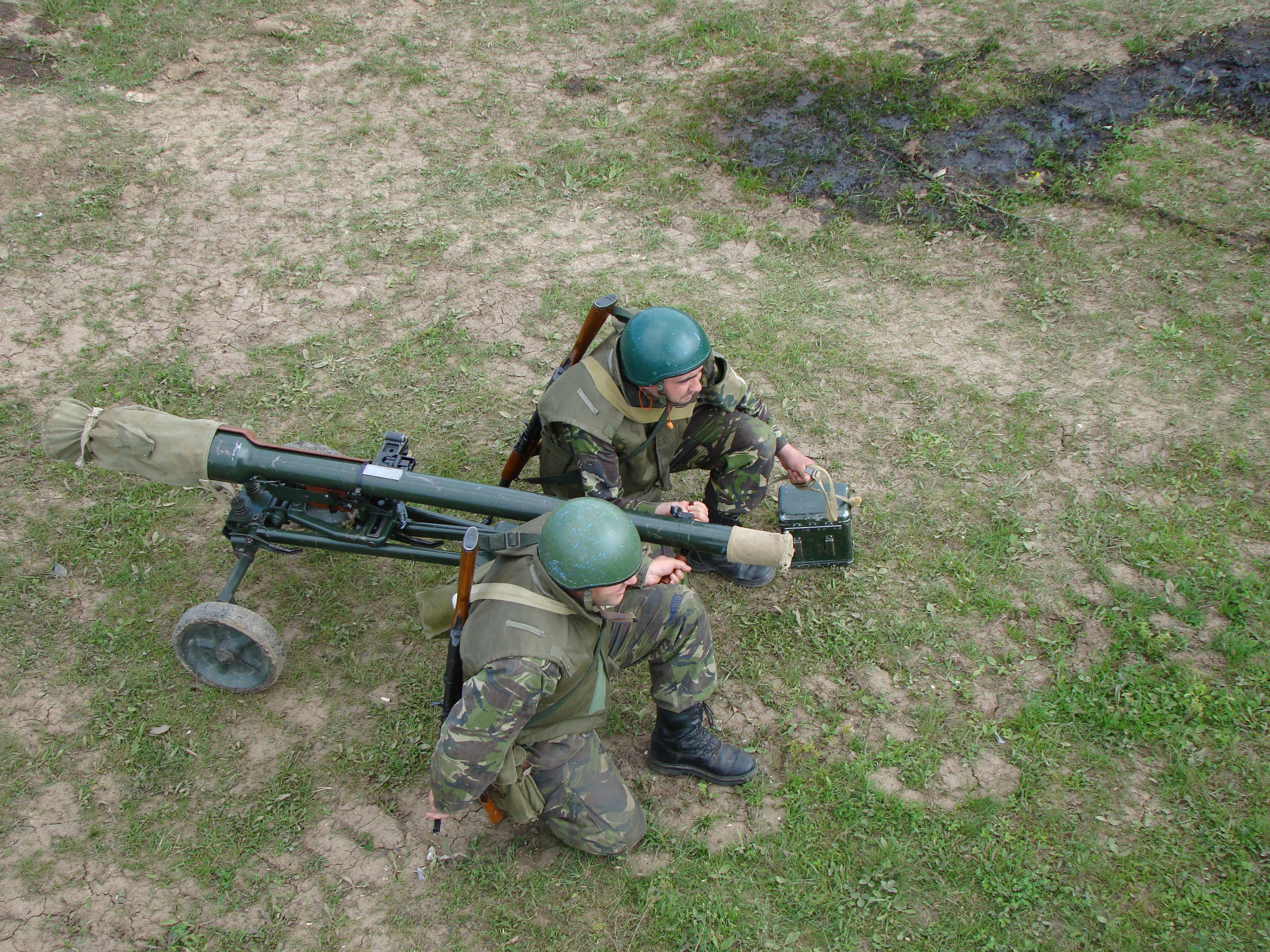
移動状態のAG-9（ルーマニア製SPG-9） 三脚に車輪が付いている 奥の射手が持つコンテナには照準器が収納されている
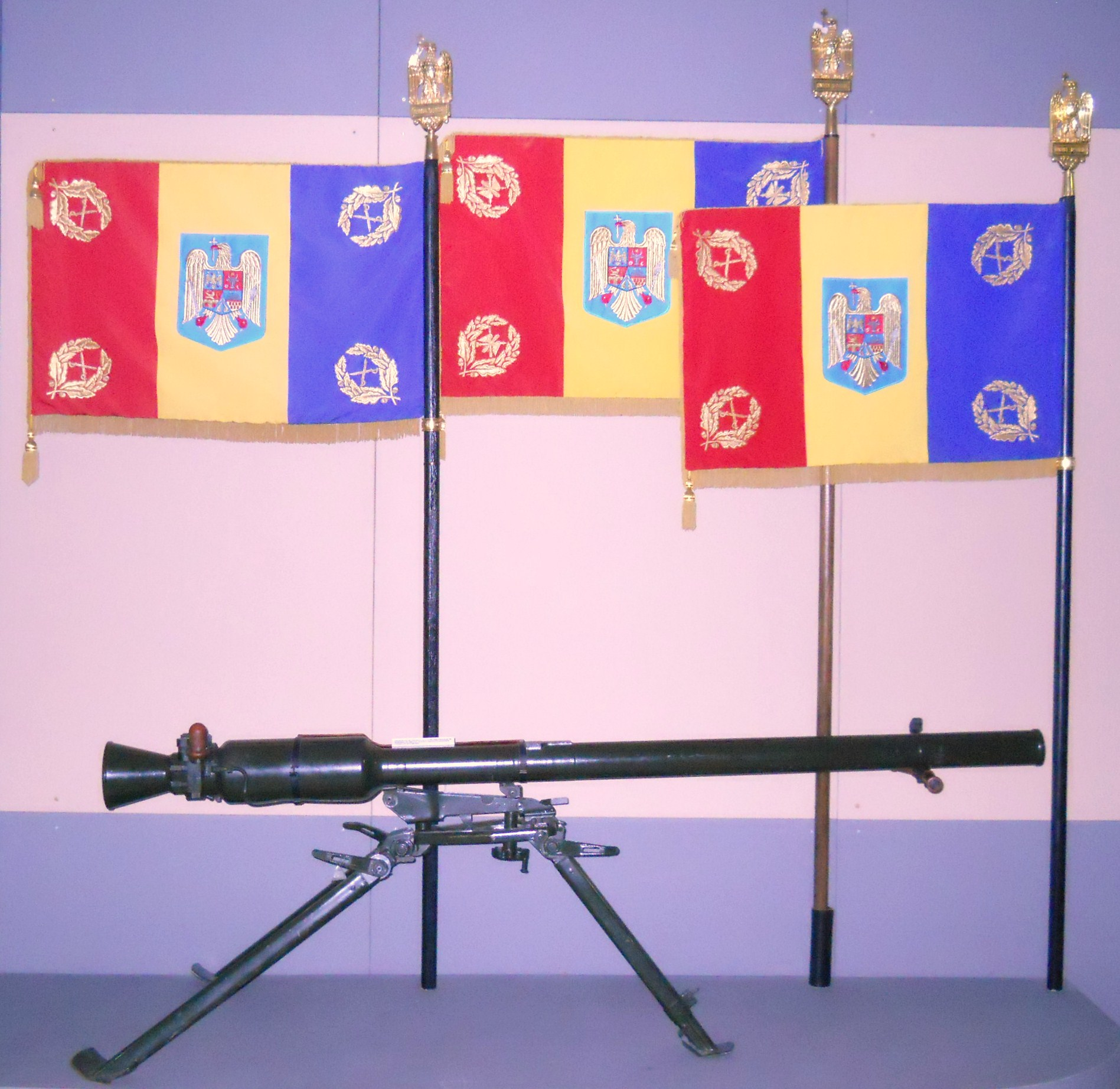
右から見たAG-9 こちらの三脚には車輪が付いていない
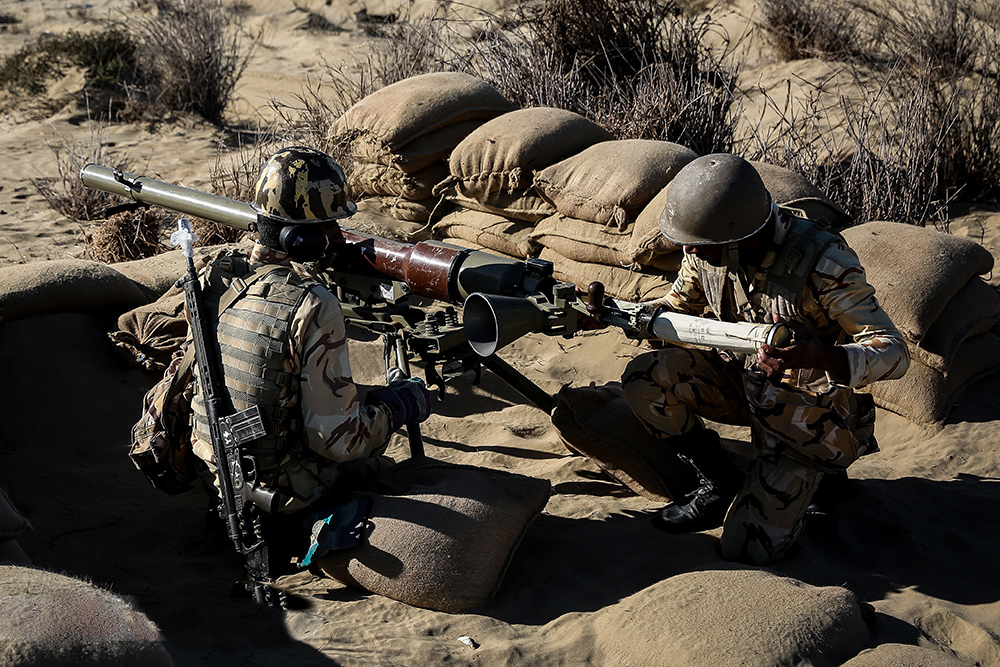
イラン陸軍のSPG-9無反動砲 砲尾から砲弾を装填している
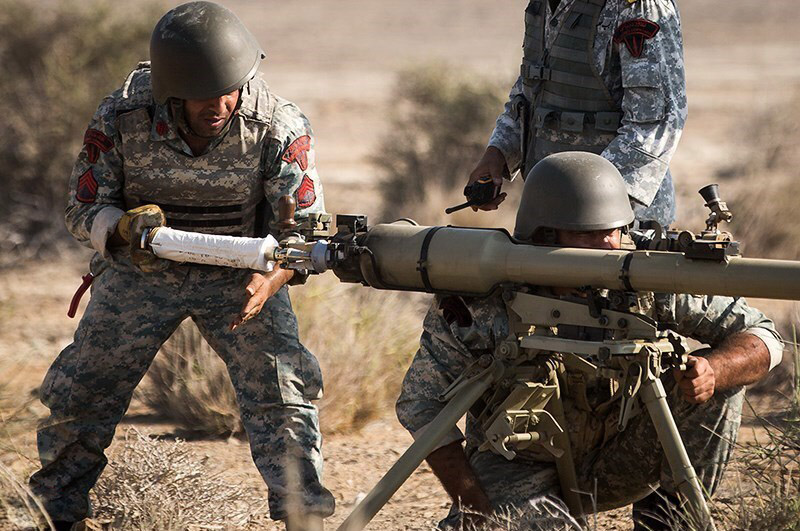
イラン海軍海兵隊のSPG-9無反動砲 射手が照準を付けながら砲尾から装填手が砲弾を装填している様子
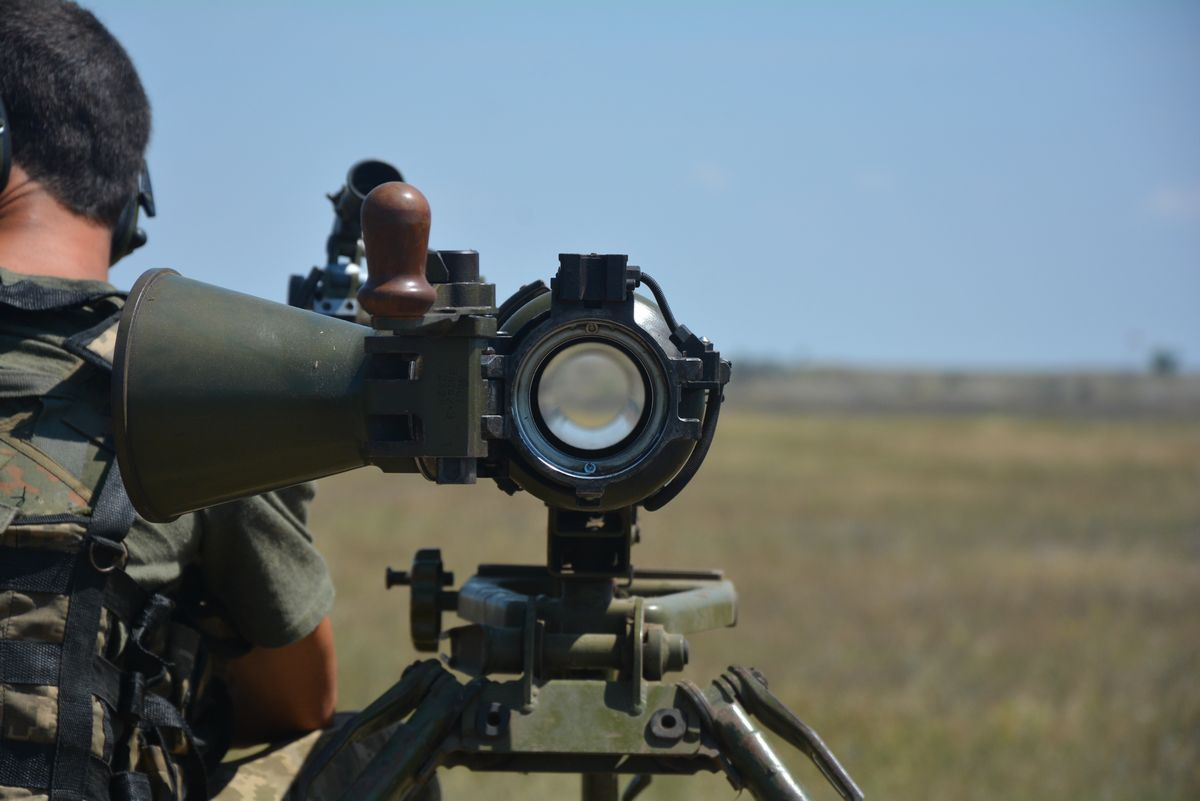
ウクライナ軍のSPG-9 閉鎖器を開放した状態で、砲身内に旋条加工が無い様子が確認できる。
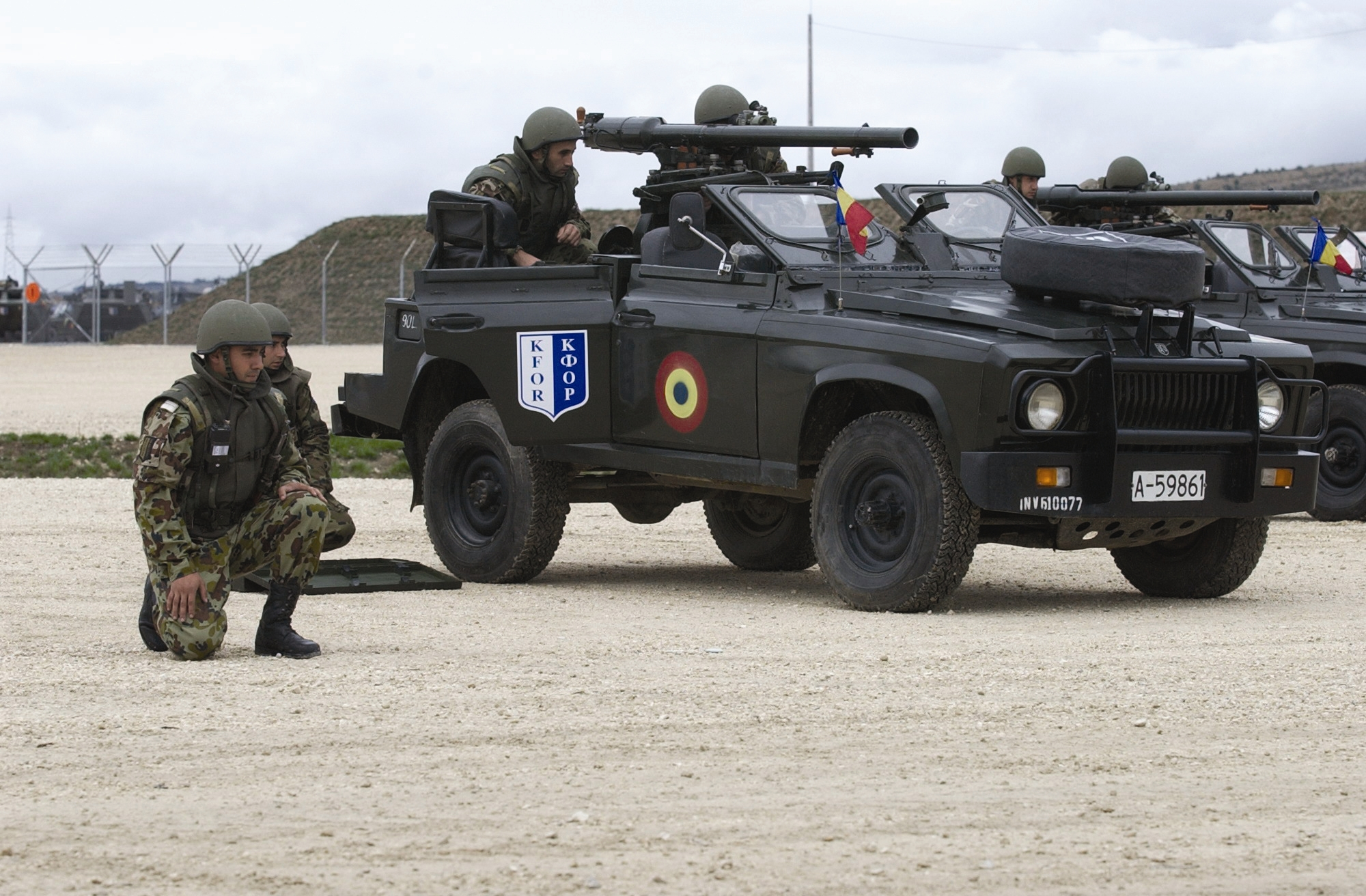
KFORに派遣されたルーマニア陸軍 AG-9をARO 241に搭載している
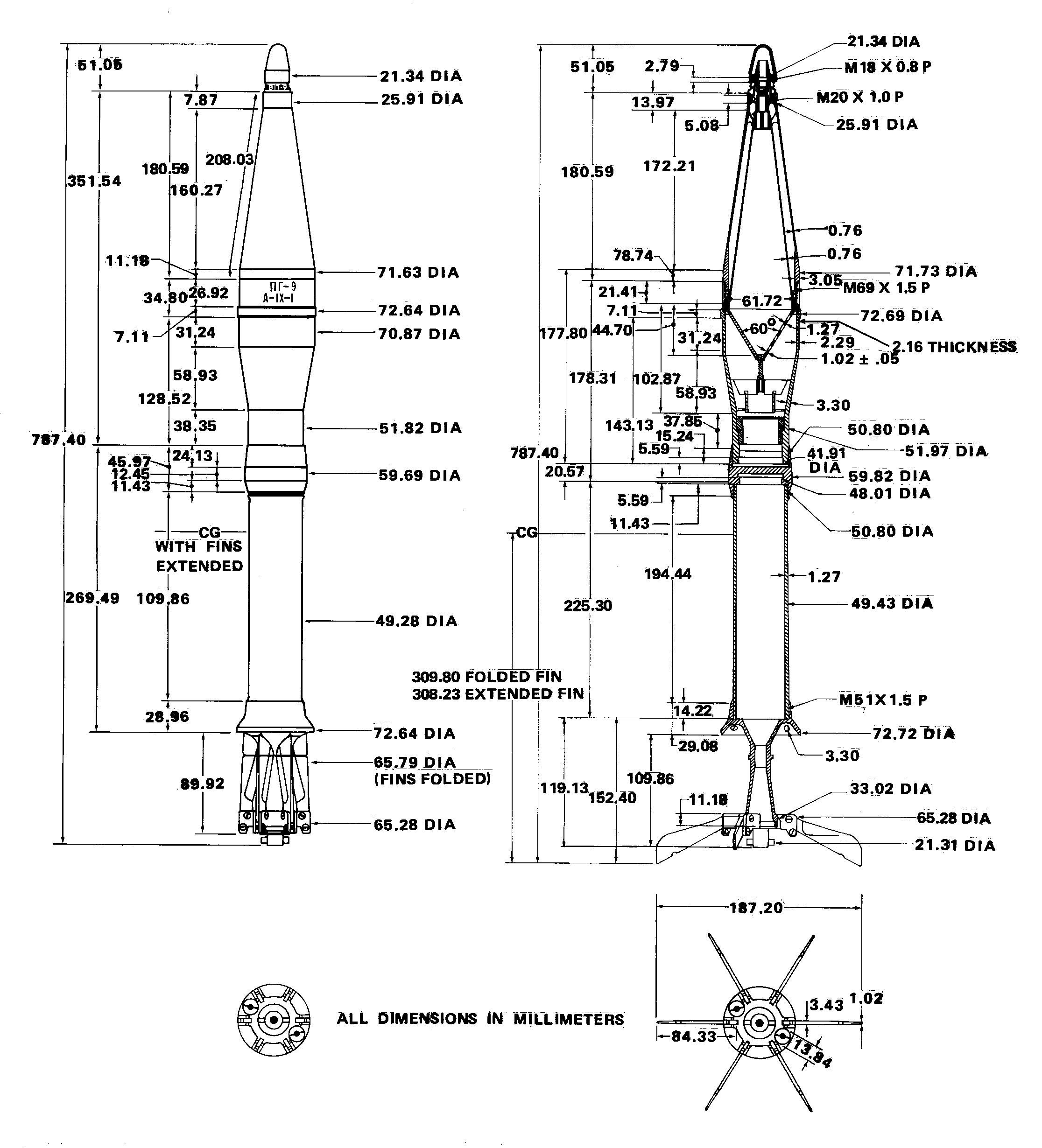
PG-9 HEAT弾の図面
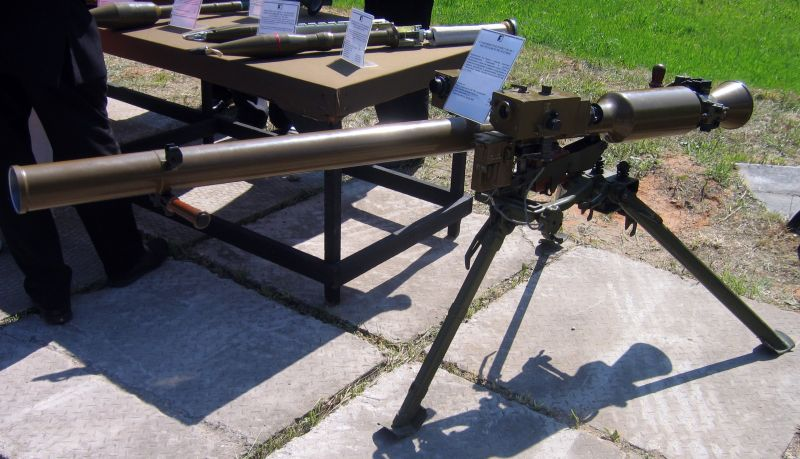
ロシアのSPG-9Mと左奥に砲弾
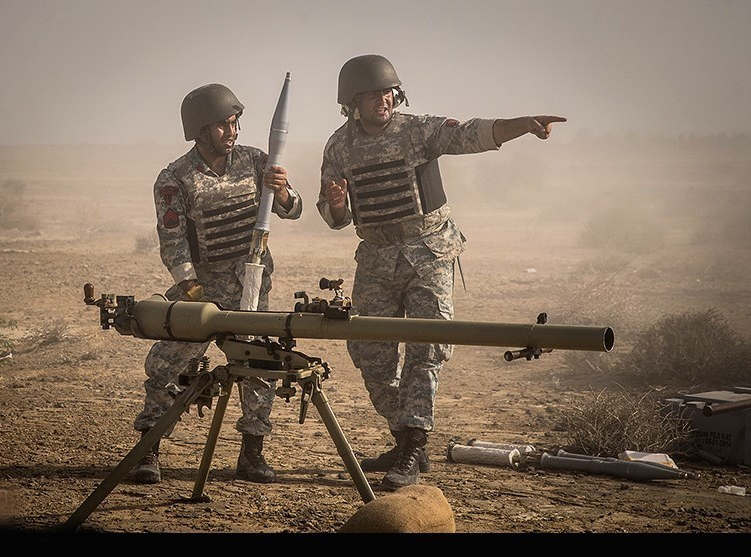
イラン海軍海兵隊のSPG-9無反動砲と砲弾

## 登場作品

### 映画
『ブラックホーク・ダウン』
ソマリア民兵がテクニカルに搭載して、建物内に籠城した第75レンジャー連隊への攻撃に使用するが、背後から接近してきたデルタフォースに砲手を倒されて無力化され、そのままソマリア民兵の指揮官モアリムへの攻撃に使用される。

### ゲーム
『ARMA 2』
固定兵器や車載兵器として登場し、プレイヤーとAIが共に操作可能。
『Project Reality（BF2）』
ハマースやチェチェン解放軍、ターリバーンなどの民兵陣営の固定兵器や車載兵器として登場する。弾薬はOG-9 FRAG弾とPG-9 HEAT弾の2種。